# УР-100
УР-100 (Индекс ГРАУ — 8К84, по классификации МО США и НАТО — SS-11 mod.1 Sego) — советская жидкостная двухступенчатая межконтинентальная баллистическая ракета шахтного базирования. Принята на вооружение ракетных войск стратегического назначения (РВСН) постановлением Совета Министров № 705—235 от 21 июля 1967 года.
Головной разработчик — ОКБ-52 (руководитель — В. Н. Челомей).
Изготовитель — Машиностроительный завод имени М. В. Хруничева, ПО «Полёт» и другие.
УР-100 стала самой массовой межконтинентальной баллистической ракетой из всех принятых на вооружение РВСН. С 1966 по 1972 годы было развёрнуто 990 пусковых установок этих ракет. Максимальное количество одновременно находящихся в эксплуатации ракет УР-100 и УР-100М — 950 единиц.

## Описание
Одной из главных задач, успешно решённых при конструировании УР-100, являлось уменьшение времени от отдачи команды на пуск до старта ракеты. Для этого был предпринят целый комплекс мер, начиная с того, что ракета могла быть заправлена на всё время нахождения на боевом дежурстве — 10 лет.
На УР-100 установлены совмещённые топливные баки, что уменьшило длину конструкции и привело к постоянному диаметру, равному 2 метрам. Для облегчения операций с ракетой и предохранения её от воздействия окружающей среды ракета помещалась в транспортно-пусковой контейнер, в котором находилась с момента выпуска на заводе до старта. В этом контейнере ракета транспортировалась по железной дороге и на грунтовой тележке, и в нём же устанавливалась в шахту. Заправочные горловины были выведены на верхний шпангоут контейнера. Торцы контейнера были закрыты гибкими многослойными диафрагмами с вшитой тросовой системой, которая срывала их при пуске ракеты.
Весь комплекс принятых мер привёл к тому, что от получения команды до пуска проходило менее 3 минут; в большой мере это время лимитировалось временем раскрутки гироскопов — в отличие от американских ракет Минитмен, с которыми приходилось «конкурировать», УР-100 имела узлы вращения гироскопов на обычных подшипниках, что делало невозможным поддержку гироскопов в раскрученном состоянии в течение боевого дежурства. В инерциальной системе управления использовалась гиростабилизированная платформа с тремя двухстепенными гироблоками поплавкового типа.
Первоначально ракета была снабжена радиокомандным комплексом коррекции бокового отклонения, затем он был снят. Для увеличения точности использовалась система стабилизации центра масс, датчиками в которой были поплавковые интегрирующие акселерометры бокового и нормального ускорения, и система регулирования кажущейся скорости.
Могла использоваться как МБР с «лёгкой» ГЧ массой 770 кг или как БРСД с более мощной ГЧ около полутора тонн.

## Модификации

### УР-100М
УР-100М или УР-100 УТТХ  (индекс — 8К84М, код МО США и НАТО — SS-11 mod.2 Sego) — модернизированный вариант МБР и ракетного комплекса в целом, разработанный в 1969—1970 годах. Модернизация включала:
- оснащение МБР облегчённой ГЧ с соответствующим увеличением дальности полета;
- оснащение МБР комплексом средств преодоления противоракетной обороны (КСП ПРО);
- продление сроков эксплуатации ракетного комплекса с 7 до 10 лет;
- модернизация системы управления с улучшением возможностей по переприцеливанию ракет;
- сокращение времени проведения предстартовых операций;
- улучшение проверочно-пускового оборудования, автономной системы электроснабжения РК и других технических систем.

В рамках лётных испытаний модернизированной ракеты, в период со 2 февраля по 24 ноября 1971 года на Байконуре проведено 12 пусков. На вооружение комплекс с ракетой УР-100М принят 3 октября 1972 года. Модернизированные ракеты размещались в ШПУ от УР-100, уже развёрнутые к тому времени УР-100 модернизировались прямо в шахтах.
Официально ракета УР-100М была принята на вооружение 1 марта 1970 года.

## Тактико-технические характеристики
Основные характеристики
- Максимальная дальность:
  - с лёгкой ГЧ — 10 600 км
  - с тяжёлой ГЧ — 5000 км
- Забрасываемая масса: до 1500 кг

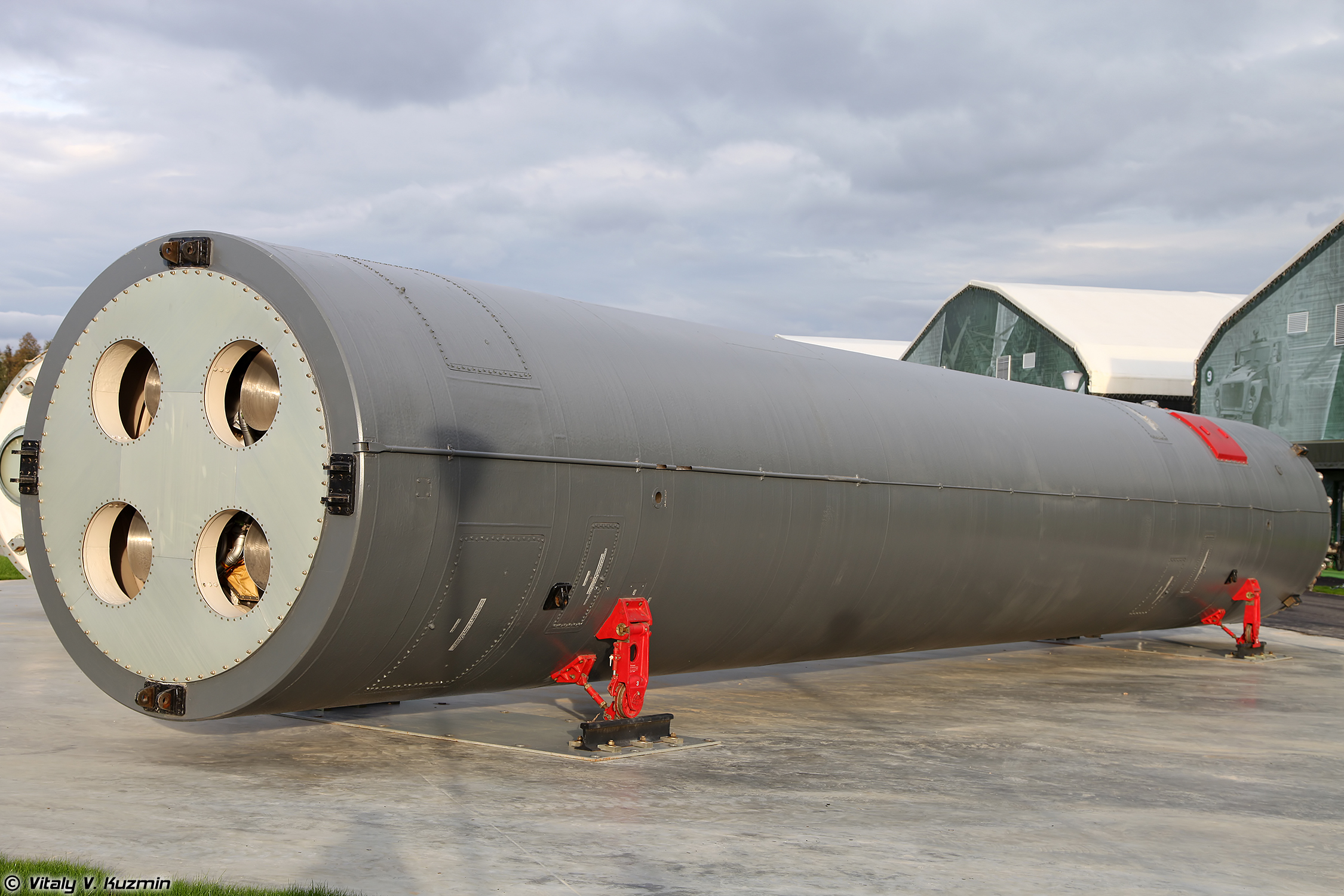
Межконтинентальная баллистическая ракета шахтного базирования 15А20 / УР-100К / РС-10 в транспортно-пусковом контейнере 15Я42

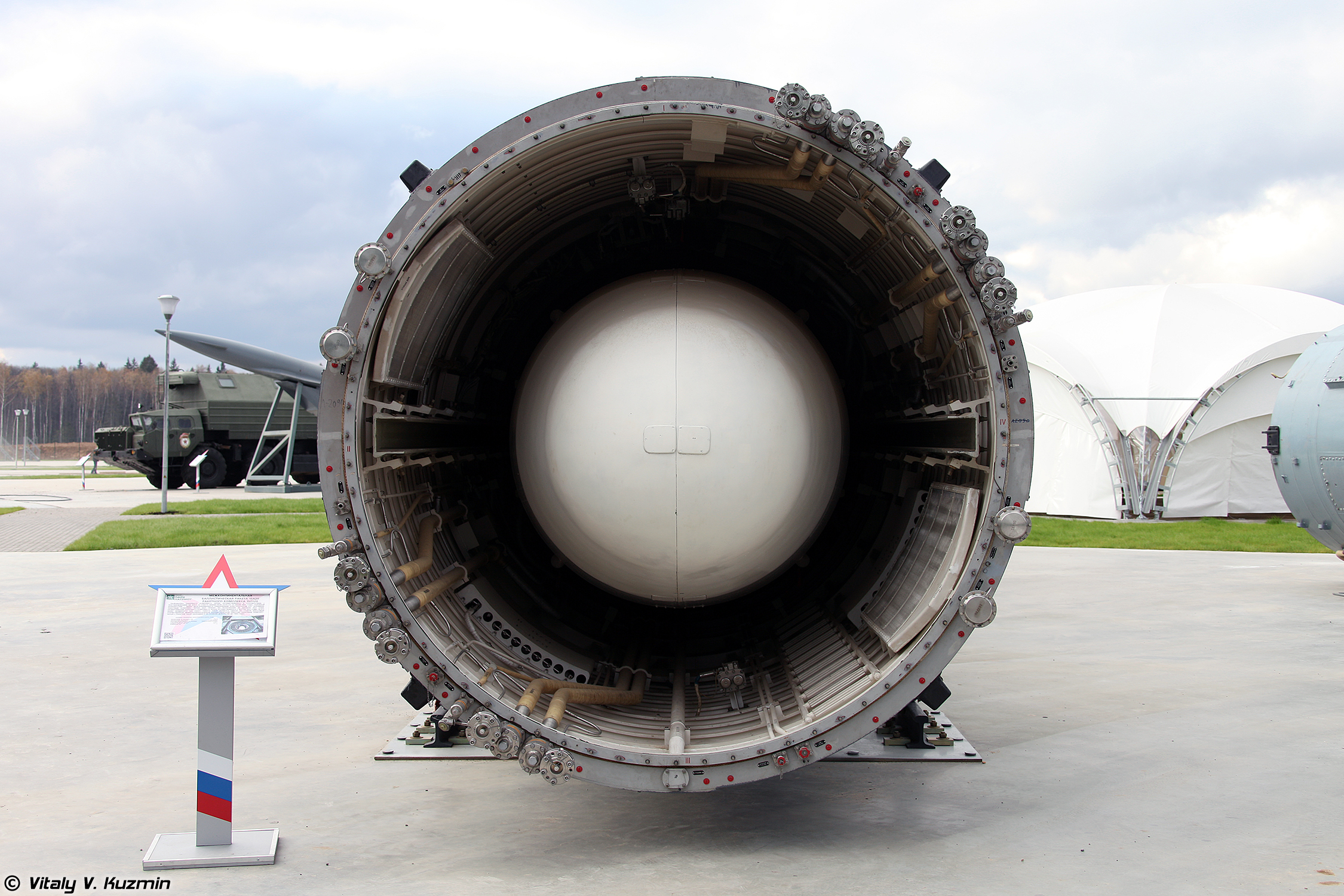

- Точность (КВО): 1,4 км (предельное отклонение — 5 км (соответствует КВО = 2,2 км))

Массо-габаритные характеристики:
- Длина ракеты: 16,8 м
- Длина ТПК: 19,5 м
- Диаметр корпуса: 2 м
- Наружный диаметр ТПК: 2,9 м
- Максимальная стартовая масса: 42,3 т
  - Из них, топливо: 40,3 т

Двигатель:
- Ступени: 2
- Топливо: жидкое, Несимметричный диметилгидразин/Тетраоксид диазота
- 1-я ступень:
  - Время работы ≈ 100 с
  - Тяга ДУ ур. моря/вакуум: 784/876 кН (80/89 тс)
  - Удельный импульс ДУ ур. моря/вакуум: 274/312 с (2744/3067 м/с)
- 2-я ступень
  - Время работы ≈ 160 с
  - Тяга ДУ в вакууме: 149 кН (15 тс)
  - Удельный импульс ДУ в вакууме: 326 с (3200 м/с)

Головная часть:
- Тип ГЧ: моноблочная
- Масса ГЧ:
  - лёгкой — ~800 кг
  - тяжёлой — 1500 кг
- Мощность заряда:
  - лёгкой ГЧ — 0,5 Мт
  - тяжёлой ГЧ — 1,1 Мт

Система управления: автономная, инерциальная.
Способ базирования: шахтный.
Тип старта: газодинамический.

## Сравнительная характеристика
| Общие сведения и основные тактико-технические характеристики советских баллистических ракет второго поколения                                                                                  | Общие сведения и основные тактико-технические характеристики советских баллистических ракет второго поколения | Общие сведения и основные тактико-технические характеристики советских баллистических ракет второго поколения | Общие сведения и основные тактико-технические характеристики советских баллистических ракет второго поколения | Общие сведения и основные тактико-технические характеристики советских баллистических ракет второго поколения | Общие сведения и основные тактико-технические характеристики советских баллистических ракет второго поколения | Общие сведения и основные тактико-технические характеристики советских баллистических ракет второго поколения |
| Наименование ракеты | Р-36 | Р-36орб | УР-100 | УР-100К | РТ-2 | «Темп-2С» |
| Конструкторское бюро | КБ «Южное» | КБ «Южное» | НПО «Машиностроения»                                                                                          | НПО «Машиностроения»                                                                                          | ОКБ-1 | МИТ |
| --- | --- | --- | --- | --- | --- | --- |
| Генеральный конструктор | М. К. Янгель                                                                                                  | М. К. Янгель                                                                                                  | В. Н. Челомей                                                                                                 | В. Н. Челомей                                                                                                 | С. П. Королёв, И. Н. Садовский                                                                                | А. Д. Надирадзе                                                                                               |
| Организация-разработчик ЯБП и главный конструктор | Всесоюзный научно-исследовательский институт экспериментальной физики, С. Г. Кочарянц                         | Всесоюзный научно-исследовательский институт экспериментальной физики, С. Г. Кочарянц                         | Всесоюзный научно-исследовательский институт экспериментальной физики, С. Г. Кочарянц                         | Всесоюзный научно-исследовательский институт экспериментальной физики, С. Г. Кочарянц                         | Всесоюзный научно-исследовательский институт экспериментальной физики, С. Г. Кочарянц                         | Всесоюзный научно-исследовательский институт экспериментальной физики, С. Г. Кочарянц                         |
| Организация-разработчик заряда и главный конструктор | Всесоюзный научно-исследовательский институт экспериментальной физики, Е. А. Негин                            | Всесоюзный научно-исследовательский институт экспериментальной физики, Е. А. Негин                            | Всесоюзный научно-исследовательский институт экспериментальной физики, Е. А. Негин                            | Всесоюзный научно-исследовательский институт экспериментальной физики, Е. А. Негин                            | Всесоюзный научно-исследовательский институт экспериментальной физики, Е. А. Негин                            | Всесоюзный научно-исследовательский институт экспериментальной физики, Е. А. Негин                            |
| Начало разработки | 16.04.1962 | 1963 | 30.03.1963 | 1965 | 04.04.1961 | 10.07.1969 |
| Начало испытаний | 28.09.1963 | 12.1965 | 19.04.1965 | 07.1969 | 02.1966 | 14.03.1972 |
| Дата принятия на вооружение | 21.07.1967 | 19.11.1968 | 21.07.1967 | 28.12.1972 | 18.12.1968 | |
| Год постановки на боевое дежурство первого комплекса | 05.11.1966 | 25.08.1969 | 24.11.1966 | 01.03.1970 | 08.12.1971 | 21.02.1976 |
| Максимальное количество ракет, стоявших на вооружении | 288 | 18 | 950 | 420 | 60 | 42 |
| Год снятия с боевого дежурства последнего комплекса | 1979 | 1983 | 1987 | 1984 | 1994 | 1981 |
| Максимальная дальность, км | 10 200 — тяжёлая ГЧ; 15 200 — лёгкая ГЧ                                                                       | неограниченная                                                                                                | 10600 | 10600—12000                                                                                                   | 9400 | 10500 |
| Стартовая масса, т | 183,9 | 180,0 | 42,3 | 50,1 | 51,0 | 37,0 |
| Масса полезной нагрузки, кг | 3950—5825 | 1700 | 760—1500 | 1200 | 600 | 940 |
| Весовая отдача, % | 2,15—3,17 | 0,94 | 1,8—3,55 | 2,4 | 1,18 | 2,54 |
| Материальная полезность, 10⁻⁴/т | 1,17—1,72 | 0,52 | 4,25—8,38 | 4,78 | 2,3 | 6,87 |
| Длина ракеты, м | 31,7 | 32,6 | 16,7 | 18,9 | 21,2 | 18,5 |
| Максимальный диаметр, м | 3,0 | 3,0 | 2,0 | 2,0 | 1,84 | 1,79 |
| Тип головной части | моноблочная или разделяющаяся                                                                                 | моноблочная                                                                                                   | моноблочная                                                                                                   | моноблочная или разделяющаяся                                                                                 | моноблочная                                                                                                   | моноблочная                                                                                                   |
| Количество и мощность боевых блоков, Мт | 1×10; 3×2+3                                                                                                   | 5 | 1×1,1 | 1×1,3; 3×0,35                                                                                                 | 1×0,75 | 1×0,65+1,5 |
| Стоимость серийного выстрела, тыс. руб. | 9570 | | 3000 | 2950 | | |
| Источник информации: Оружие ракетно-ядерного удара. / Под ред. Ю. А. Яшина. — М.: Издательство МГТУ им. Н. Э. Баумана, 2009. — С. 24–25 — 492 с. — Тираж 1 тыс. экз. — ISBN 978-5-7038-3250-9. | | | | | | |

## Аварии и происшествия
- 5 августа 1967 года в ходе проведения регламентных работ в ШПУ на ракете в 36-й ракетной дивизии (Красноярск-66) произошёл запуск двигателя УР-100 и последовавший за этим взрыв. В результате катастрофы погибло 13 человек.[13]
- В июле 1967 года в ходе проведения регламентных работ в ШПУ на ракете 52-й ракетной дивизии (Пермь-76) произошёл запуск рулевого двигателя УР-100 и последовавший за этим взрыв. К счастью, жертв не было, все успели спастись до взрыва.

## Сохранившиеся экземпляры
- Ракета 8К84 представлена в филиале Центрального музея РВСН в Учебном центре Военной академии РВСН им. Петра Великого в Балабанове Калужской области[14].
- Ракета 8К84 в разобранном состоянии, в качестве учебного стенда, представлена в Дмитровском филиале МГТУ имени Н. Э. Баумана, посёлке Орево.